# Аб'єго
Аб'єго (ісп. Abiego) — муніципалітет в Іспанії, у складі автономної спільноти Арагон, у провінції Уеска. Населення — 286 осіб (2009).
Муніципалітет розташований на відстані близько 360 км на північний схід від Мадрида, 33 км на схід від Уески.
На території муніципалітету розташовані такі населені пункти: (дані про населення за 2009 рік)
- Аб'єго: 200 осіб
- Альберуела-де-ла-Льєна: 81 особа

## Демографія
Динаміка населення (INE ):

## Галерея зображень

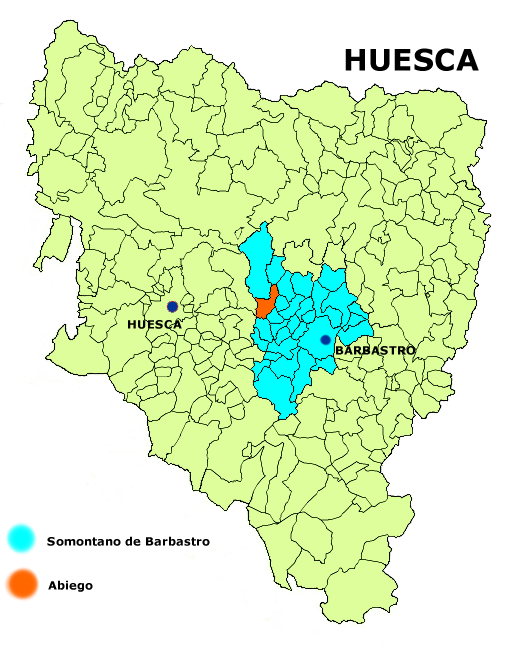
Розташування муніципалітету